# Aromas
Aromas est une commune française située dans le département du Jura, la région culturelle et historique de Franche-Comté et la région administrative Bourgogne-Franche-Comté.

## Géographie
Aromas et ses hameaux (Ceffia, Marsonnas, l'Hôpital, Marcia, Burigna et Villeneuve-lès-Charnod) se trouvent dans le sud du Jura, à la limite avec le département de l'Ain.

### Climat
Pour des articles plus généraux, voir Climat de la Bourgogne-Franche-Comté et Climat du département du Jura.
En 2010, le climat de la commune est de type climat des marges montargnardes, selon une étude du Centre national de la recherche scientifique s'appuyant sur une série de données couvrant la période 1971-2000. En 2020, Météo-France publie une typologie des climats de la France métropolitaine dans laquelle la commune est exposée à un climat semi-continental et est dans la région climatique Jura, caractérisée par une forte pluviométrie en toutes saisons (1 000 à 1 500 mm/an), des hivers rigoureux et un ensoleillement médiocre.
Pour la période 1971-2000, la température annuelle moyenne est de 10,3 °C, avec une amplitude thermique annuelle de 17,3 °C. Le cumul annuel moyen de précipitations est de 1 428 mm, avec 12,2 jours de précipitations en janvier et 8,6 jours en juillet. Pour la période 1991-2020, la température moyenne annuelle observée sur la station météorologique de Météo-France la plus proche, « Saint-Julien Sa », sur la commune de Val Suran à 12 km à vol d'oiseau, est de 10,6 °C et le cumul annuel moyen de précipitations est de 1 349,8 mm. 
La température maximale relevée sur cette station est de 38,6 °C, atteinte le 24 août 2023 ; la température minimale est de −20,6 °C, atteinte le 30 décembre 2005,,.
Les paramètres climatiques de la commune ont été estimés pour le milieu du siècle (2041-2070) selon différents scénarios d'émission de gaz à effet de serre à partir des nouvelles projections climatiques de référence DRIAS-2020. Ils sont consultables sur un site dédié publié par Météo-France en novembre 2022.

## Urbanisme

### Typologie
Au 1er janvier 2024, Aromas est catégorisée commune rurale à habitat dispersé, selon la nouvelle grille communale de densité à sept niveaux définie par l'Insee en 2022.
Elle est située hors unité urbaine. Par ailleurs la commune fait partie de l'aire d'attraction d'Oyonnax, dont elle est une commune de la couronne,. Cette aire, qui regroupe 40 communes, est catégorisée dans les aires de 50 000 à moins de 200 000 habitants,.

## Histoire
Sous l'Ancien Régime, la paroisse d'Aromas fait partie de la Bresse. En 1790, elle est érigée en commune et intégrée au département du Jura, en même temps que ses voisines Burigna, L’Hôpital et Ceffia, qu'elle absorbe, les deux premières dès 1823, la troisième en 1972.
Le 1er janvier 2017, elle absorbe la commune de Villeneuve-lès-Charnod.

## Politique et administration

### Liste des maires
| Période   | Période  | Identité           | Étiquette | Qualité                                            |
| --------- | -------- | ------------------ | --------- | -------------------------------------------------- |
| mars 2001 | 2020     | Jean-Louis Delorme | DVD       | Agriculteur Président de la Communauté de Communes |
| 2020      | En cours | Évelyne Rozek      | DVD       | Aide-soignante                                     |

### Circonscriptions électorales
À la suite du décret du 5 mars 2020, la commune d'Aromas est entièrement rattachée au canton de Moirans-en-Montagne.

## Démographie
L'évolution du nombre d'habitants est connue à travers les recensements de la population effectués dans la commune depuis sa création.

En 2022, la commune comptait 584 habitants, en évolution de −10,15 % par rapport à 2016 (Jura : −0,81 %, France hors Mayotte : +2,11 %).
| 1793 | 1800 | 1806 | 1821 | 1831 | 1836 | 1841 | 1846 | 1851 |
| ---- | ---- | ---- | ---- | ---- | ---- | ---- | ---- | ---- |
| 240  | 238  | 252  | 244  | 790  | 704  | 744  | 806  | 755  |

| 1856 | 1861 | 1866 | 1872 | 1876 | 1881 | 1886 | 1891 | 1896 |
| ---- | ---- | ---- | ---- | ---- | ---- | ---- | ---- | ---- |
| 732  | 710  | 780  | 756  | 785  | 772  | 795  | 839  | 907  |

| 1901 | 1906 | 1911 | 1921 | 1926 | 1931 | 1936 | 1946 | 1954 |
| ---- | ---- | ---- | ---- | ---- | ---- | ---- | ---- | ---- |
| 788  | 712  | 677  | 535  | 523  | 513  | 462  | 447  | 410  |

| 1962 | 1968 | 1975 | 1982 | 1990 | 1999 | 2006 | 2007 | 2008 |
| ---- | ---- | ---- | ---- | ---- | ---- | ---- | ---- | ---- |
| 418  | 388  | 387  | 353  | 344  | 495  | 525  | 526  | 521  |

| 2009 | 2010 | 2011 | 2012 | 2013 | 2014 | 2015 | 2016 | 2021 |
| ---- | ---- | ---- | ---- | ---- | ---- | ---- | ---- | ---- |
| 531  | 540  | 550  | 552  | 557  | 561  | 643  | 650  | 609  |

| 2022 | - | - | - | - | - | - | - | - |
| ---- | - | - | - | - | - | - | - | - |
| 584  | - | - | - | - | - | - | - | - |

## Culture locale et patrimoine

### Lieux et monuments

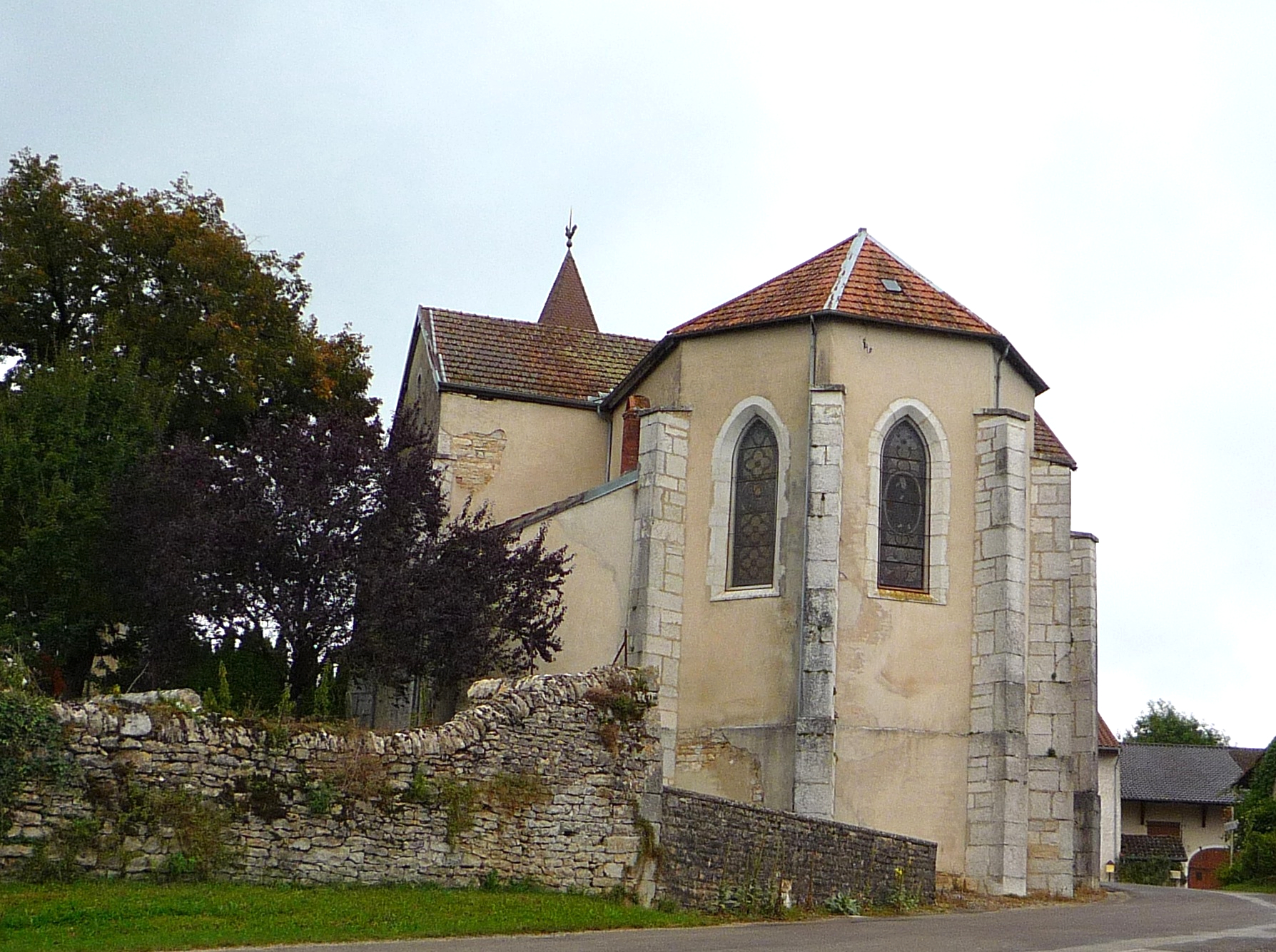
L'église d'Aromas vue depuis l'arrière.

- Vestiges (courtines ouest et donjon) du château de Montdidier XIIe siècle. Possession des sires de Coligny, il fut assiégé, pris et détruit, à deux reprises au moins, pendant les guerres qui opposèrent la Savoie au Dauphiné dans la période de 1282/1355.

Jouxtant le comté de Bourgogne, il fut saccagé par les troupes de Louis XI vers 1479/1480. Restauré, il fut définitivement détruit par les sbires de Biron et de Henri IV en 1595.
- Croix monumentale (XVe s), classée au titre des monuments historiques depuis 1906[17] ;
- Église Saint-André ;
- Église Saint-Martin (Ceffia) ;
- Chapelle de la maison de retraite pour personnes handicapées ;
- Fruitière (XIX-XXe s), inscrite à l'IGPC depuis 1996[18].

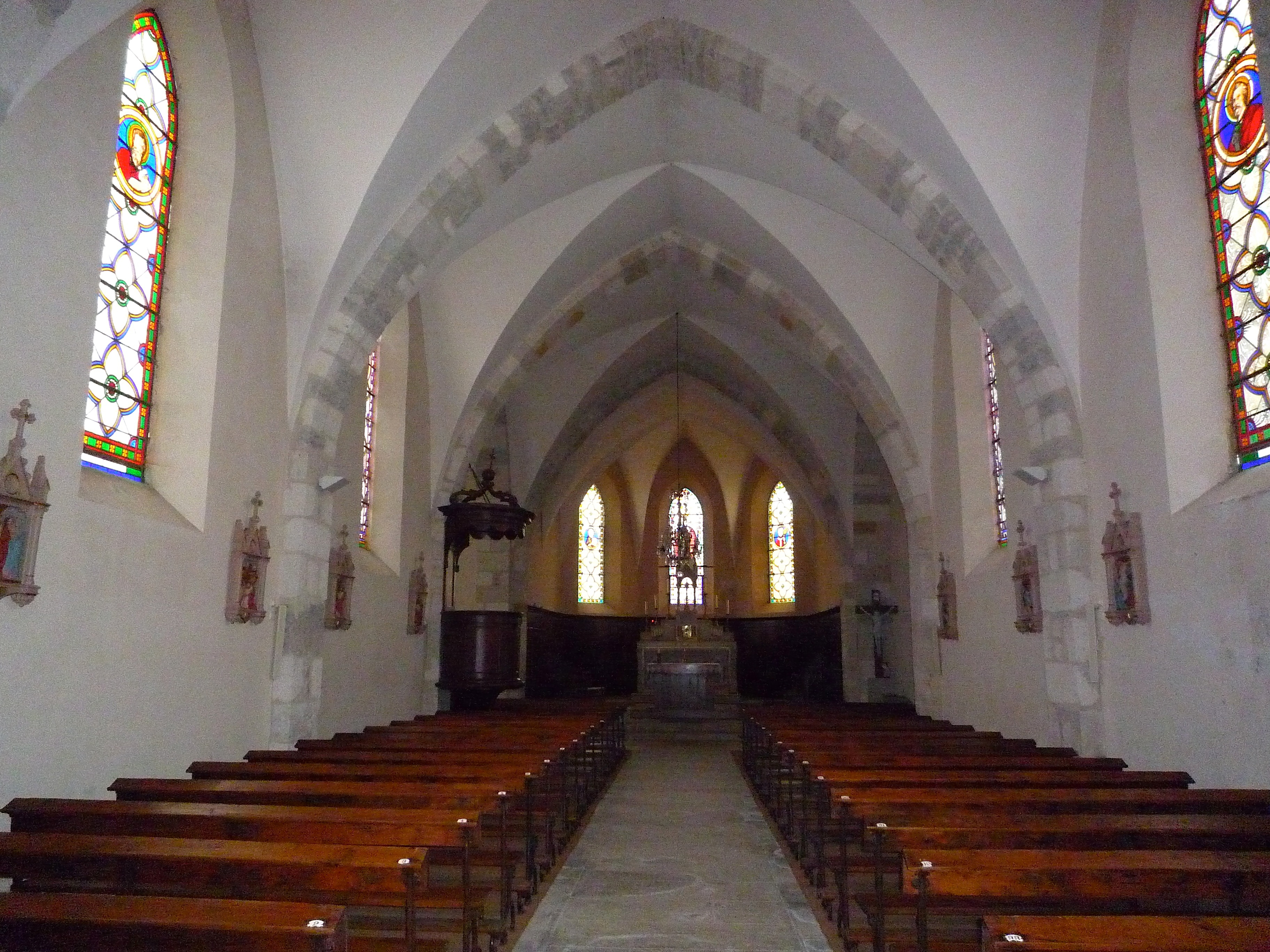
L'intérieur de l'église.
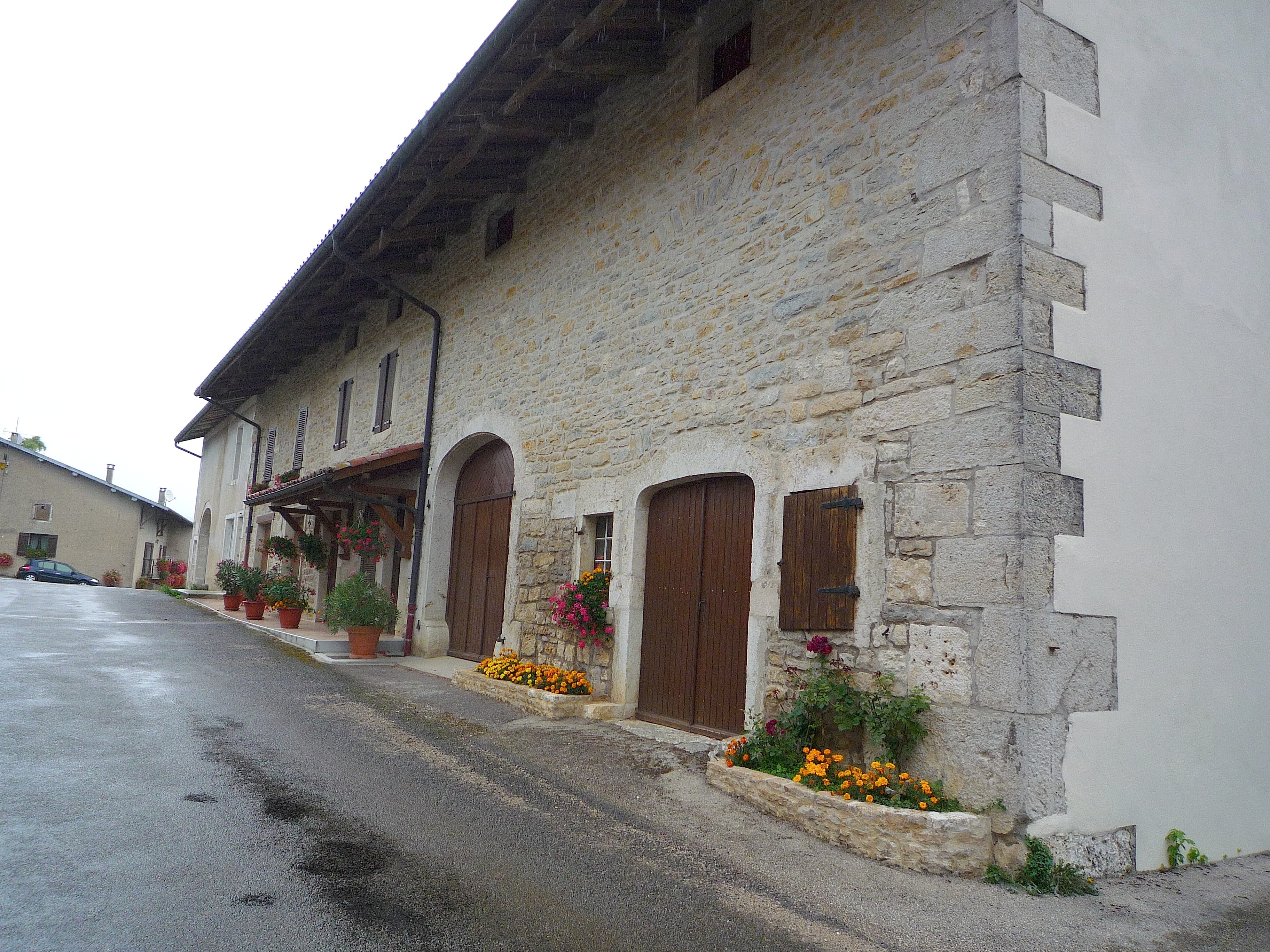
Le Bourg.
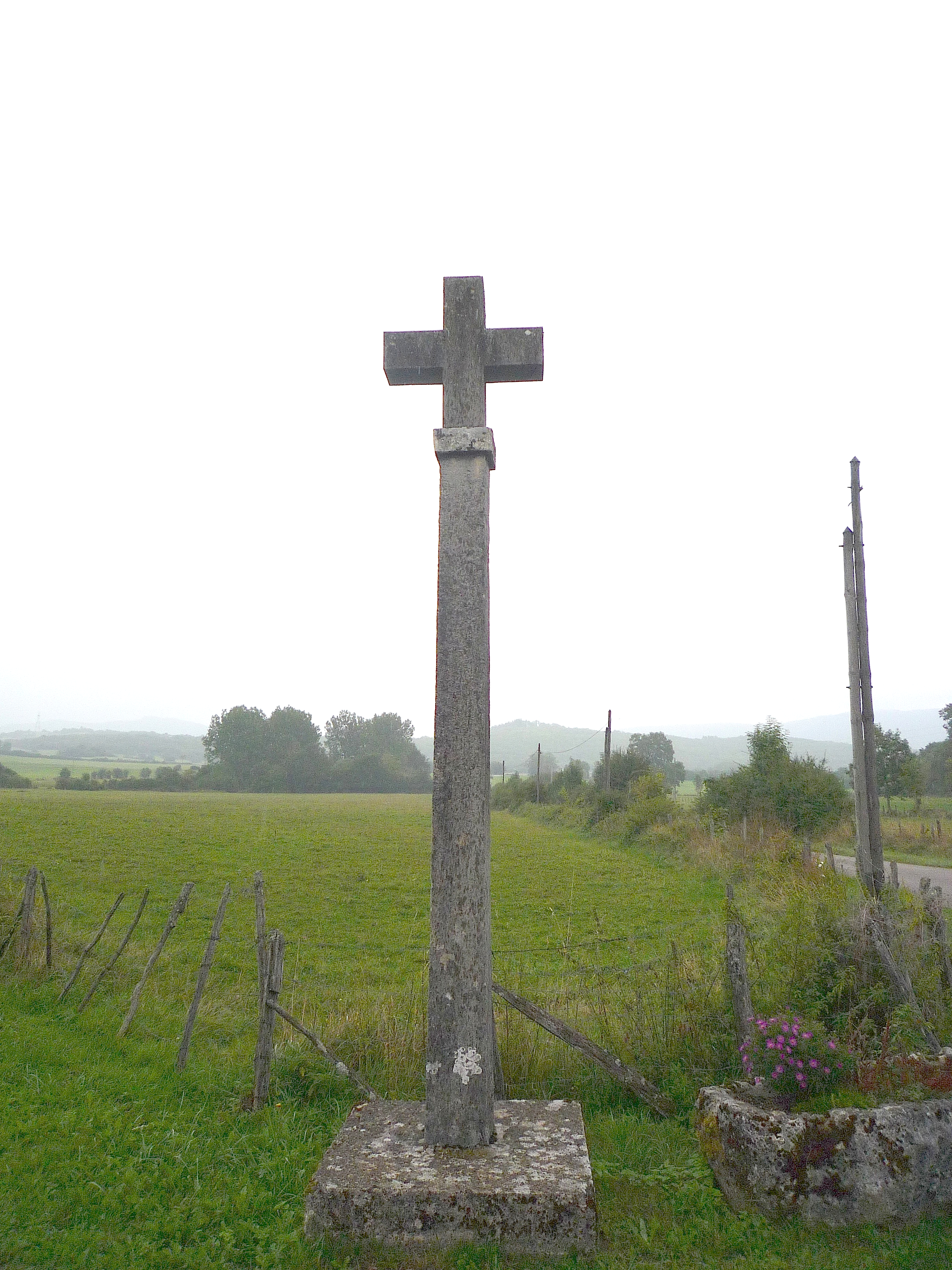
Une croix au hameau de l'Hôpital.
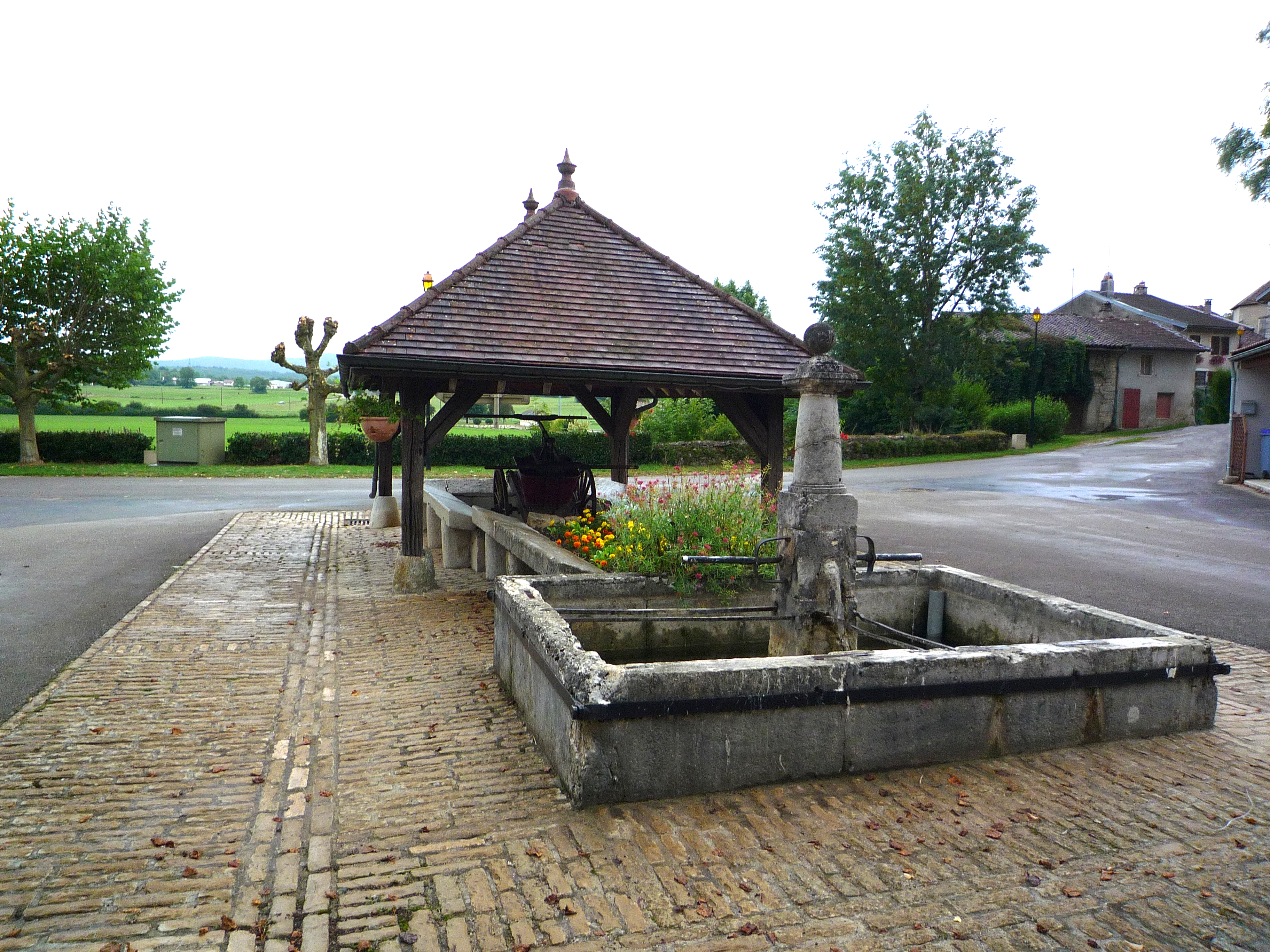
Le lavoir.
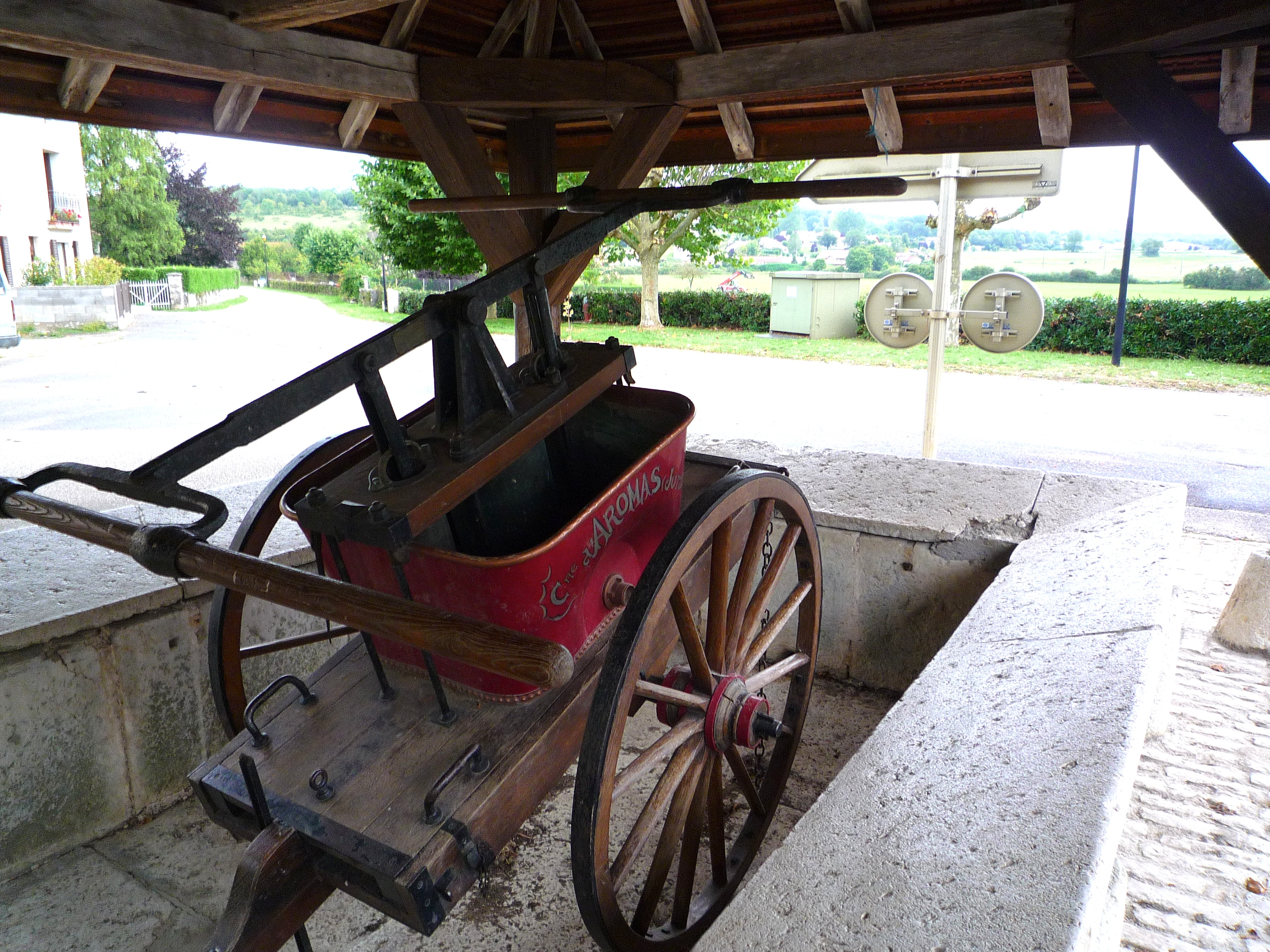
Un ancien engin anti-incendie communal.

### Personnalités liées à la commune
- Laurent Péchoux (1904-2000), administrateur colonial né sur la commune.